# Dirección Nacional de Protección de Datos Personales
La Dirección Nacional de Protección de Datos Personales (DNPDP) es el órgano de aplicación de la ley de protección de datos personales (ley 25.326) del gobierno de la República Argentina. Depende de la Agencia de Acceso a la Información Pública (AAIP).
Tiene a su cargo el Registro Nacional de las Bases de Datos, instrumento organizado a fin de conocer y controlar las bases de datos que circulan en el país. Además, asesora y asiste a los titulares de datos personales recibiendo las denuncias y reclamos efectuados contra los responsables de los registros, archivos, bancos o bases de datos por violar los derechos de información, acceso, rectificación, actualización, supresión y confidencialidad en el tratamiento de los datos. Las denuncias que se hagan ante la DNPDP, son al exclusivo efecto de revelar deficiencias o incumplimientos a las normas aplicables en el tratamiento de los datos personales que hagan los archivos, registros bancos o bases de datos.
Su sede se encuentra en la Ciudad Autónoma de Buenos Aires. 

## Funciones
General:
- Investigar si las bases de datos denunciadas dan cumplimiento o no a los principios que establece la Ley 25326 y las disposiciones reglamentarias.
- Denunciar y asistir a aquellas personas físicas o jurídicas que violen los derechos de información, acceso, rectificación, actualización, supresión y confidencialidad en el tratamiento de los datos.

La DNPDP Informará:
- La existencia de una base de datos.
- Objeto de la recolección de datos y cuál es su fin último.
- Nombre y domicilio del responsable de la base de datos.

Los ciudadanos podrán ejercer las siguientes acciones en caso de incumplimiento de la Ley: 
- Supresión de datos personales de registros de bases de datos en caso de comprobarse el hecho denunciado.
- Rectificación de datos personales de registros de bases de datos.
- Acceso a la información.
- Actualización de datos personales.
- Confidencialidad en el tratamiento de datos.

Otras funciones:
- Acción Judicial de Habeas Data. Esta acción procede para tomar conocimiento de los datos personales almacenados en archivos, registros o bancos de datos públicos o privados destinados a proporcionar informes, y de la finalidad de aquellos.En caso de falsedad o discriminación solicitará la supresión, rectificación, confidencialidad o actualización de sus datos.
- Aprobación de Transferencias Internacionales de bases de datos.
- Control de las bases de datos a través del Registro Nacional de bases de Datos privadas y públicas.
- Inspecciones en empresas y organismos.
- Aplicar la Ley del Registro No Llame.

## Historia
Fue creada en el año 2000 como órgano de aplicación de la ley de protección de datos personales (ley 25.326) sancionada en el año 2000, durante el gobierno de Fernando de la Rua y reglamentada en el año 2001 con el decreto 1558/01.
Mediante el Decreto 746/2017 en su artículo 19 indica que la Agencia de Acceso a la Información Pública actuará como Autoridad de Aplicación de la Ley de Protección De Datos Personales N° 25.326.
Argentina es un país con nivel adecuado de protección de Datos Personales. En el año 2003 la Unión Europea (UE) ha otorgado a la normativa argentina la adecuación en los términos de la Directiva N.º 95/46/CE. En Argentina no se le aplican las restricciones para la transferencia de datos personales, permitiendo el libre flujo de los datos personales desde la Unión Europea. Este reconocimiento se encuentra sujeto a un control permanente que puede ser revaluada en cualquier momento de conformidad con la experiencia de su funcionamiento o los cambios de la legislación argentina, su aplicación o su interpretación.

## Registro Nacional de Bases de Datos
Objetivos:
Es el medio que la ley otorga para conocer y controlar a los registros, archivos, bases o bancos de datos que traten datos personales.El acceso para consultar el registro es público y gratuito.. Por medio de él todas las personas podrán conocer qué tipo de información es la que maneja cada base de datos y quién es el responsable de la misma. De esta manera, la inscripción significará para las bases de datos cumplir con el requisito de licitud que exige la Ley N.º 25.326 (art. 3º y 21 inciso 1). Los particulares podrán acudir a la DNPDP a efectos de conocer qué bases de datos pueden tener sus datos, quién es el responsable, y luego acudir a dichos registros, archivos, bases o bancos de datos para corregir, suprimir o rectificar el asiento.
Isologotipos:
Los responsables de bases de datos personales que tengan trámite aprobado de inscripción en el Registro Nacional de Bases de Datos podrán hacer uso del isologotipo aprobado por la Disposición DNPDP N.º 6/05.

## Procedimientos de inspección
Objetivos:
- Tomar conocimiento de las actividades del responsable de las bases de datos, sobre los datos personales que administra y los medios y la forma con que los hace.
- Se evalúa el grado de cumplimiento por lo prescripto por la Ley N.º 25.326.
- Realizar recomendaciones para el mejor desempeño del responsable dentro del marco legal

Alcance de la Inspección:
- Capacitación
- Legalidad de los datos que posee y gestiona: licitud en la recolección de los datos e inscripción actualizada en el Registro Nacional de Bases de Datos
- Idoneidad de los medios empleados en el tratamiento de los datos y en toda gestión anexa
- Correcto tratamiento de los datos personales: almacenamiento, ejercicio de los derechos que acuerda la ley a los titulares de los datos, cesión a terceros, transferencia internacional, contratos de prestación de servicios de tratamiento de datos o para terceros
- Publicidad y formas de comunicación hacia terceros que realiza y que involucre a los datos personales de lo que es responsable

## Encuentros Nacionales e Internacionales
La DNPDP organiza eventos Seminarios Nacionales e Internacionales con la participación de especialistas de Argentina y el mundo.  Los fines son fomentar la educación de la Protección de Datos Personales.

## Nómina de directores
Los directores de la PDP fueron:

## Nómina de Directores Nacionales
| N.º | Director                   | Periodo           |
| --- | -------------------------- | ----------------- |
| 1   | Juan Antonio Travieso      | 2003 - 2013       |
| 2   | Juan Cruz González Allonca | 2013 - 2016       |
| 3   | Eduardo Bertoni            | 2016 - 2017       |
| 4   | Eduardo Cimato             | 2017 - 2023       |
| 5   | Violeta Paulero            | 2023 - actualidad |